# Рид, Джон Доусли
Джон Доусли Рид, PC (англ. John Dowsley Reid; 1 января 1859 года, Прескотт, Верхняя Канада — 26 августа 1929 года, около Прескотта, Онтарио, Канада) — канадский предприниматель, врач и политик, неоднократно занимавший министерские посты в правительствах Роберта Бордена и Артура Мейена. Член Консервативной партии Канады. Министр таможни Канады (1911—1917), министр железных дорог и каналов Канады (1917—1921), и. о. министра таможни и внутренних доходов Канады (1919) и министра общественных работ Канады (1919, 1919—1920).

## Биография
Джон Доусли Рид родился 1 января 1859 года в городе Прескотт, в то время входившем в британскую колонию Верхняя Канада (ныне провинция Онтарио).
На федеральных выборах 1891 года избран депутатом Палаты общин Канады от онтарийского избирательного округа Гренвилл Юг, переизбирался ещё дважды. В 1903 году округ Гренвилл Юг был объединён с округом Лидс Север и Гренвилл Север в единый округ Гренвилл, от которого Рид избирался в парламент ещё пять раз.
10 октября 1911 года назначен министром таможни в первом кабинете Роберта Бордена, занимал этот пост до отставки кабинета в октябре 1917 года. Во втором кабинете Бордена занял пост министра железных дорог и каналов, одновременно некоторое время исполнял обязанности министра таможни и внутренних доходов (2 сентября — 30 декабря 1919 года) и министра общественных работ (6 августа — 2 сентября 1919 года). В правительстве Артура Мейена сохранил пост министра железных дорог и каналов и вновь некоторое время исполнял обязанности министра общественных работ.
С 1919 года, когда умер Уилфрид Лорье, и до собственной отставки в 1921 году был деканом (старейшим членом) Палаты общин Канады.
Подал в отставку с поста министра 20 сентября 1921 года. Два дня спустя он, по совету премьера Мейена, был назначен в Сенат Канады, где представлял сенатский округ Гренвилл в провинции Онтарио. Был сенатором до своей смерти 26 августа 1929 года.

## Семья
25 января 1899 года в Гамильтоне, округ Уэнтуорт Джон Доусли Рид женился на Эфи Элизе Лабатт (англ. Ephie Eliza Labatt, принявшей в браке фамилию мужа. Эфи Элиза Лабатт была дочерью Эфраима Лабатта, представителя онтарийской династии пивоваров.